# Chevrolet Equinox
Chevrolet Equinox (əˈkviːnɔks) — среднеразмерный кроссовер, представленный Chevrolet в 2004 году в США. Существует 4 поколения, первое выпускалось в 2004—2009 годах, второе выпускалось в 2009-2017 годах (представлено на Североамериканском международном автосалоне в Детройте),  третье поколение выпускалось в 2017-2024 годах, а четвёртое выпускается с 2024 года.

## Первое поколение
Chevrolet Equinox, предназначенный для рынков стран Северной Америки, встал на конвейер завода в канадском штате Онтарио в 2004 году.

### Двигатели
| Годы      | Двигатели        | Мощность            | Крутящий момент |
| --------- | ---------------- | ------------------- | --------------- |
| 2005-2009 | 3,4 литра LNJ V6 | 185 л. с. (138 кВт) | 285 Н·м         |
| 2008-2009 | 3,6 литра LY7 V6 | 301 л. с. (197 кВт) | 339 Н·м         |

### Equinox Sport

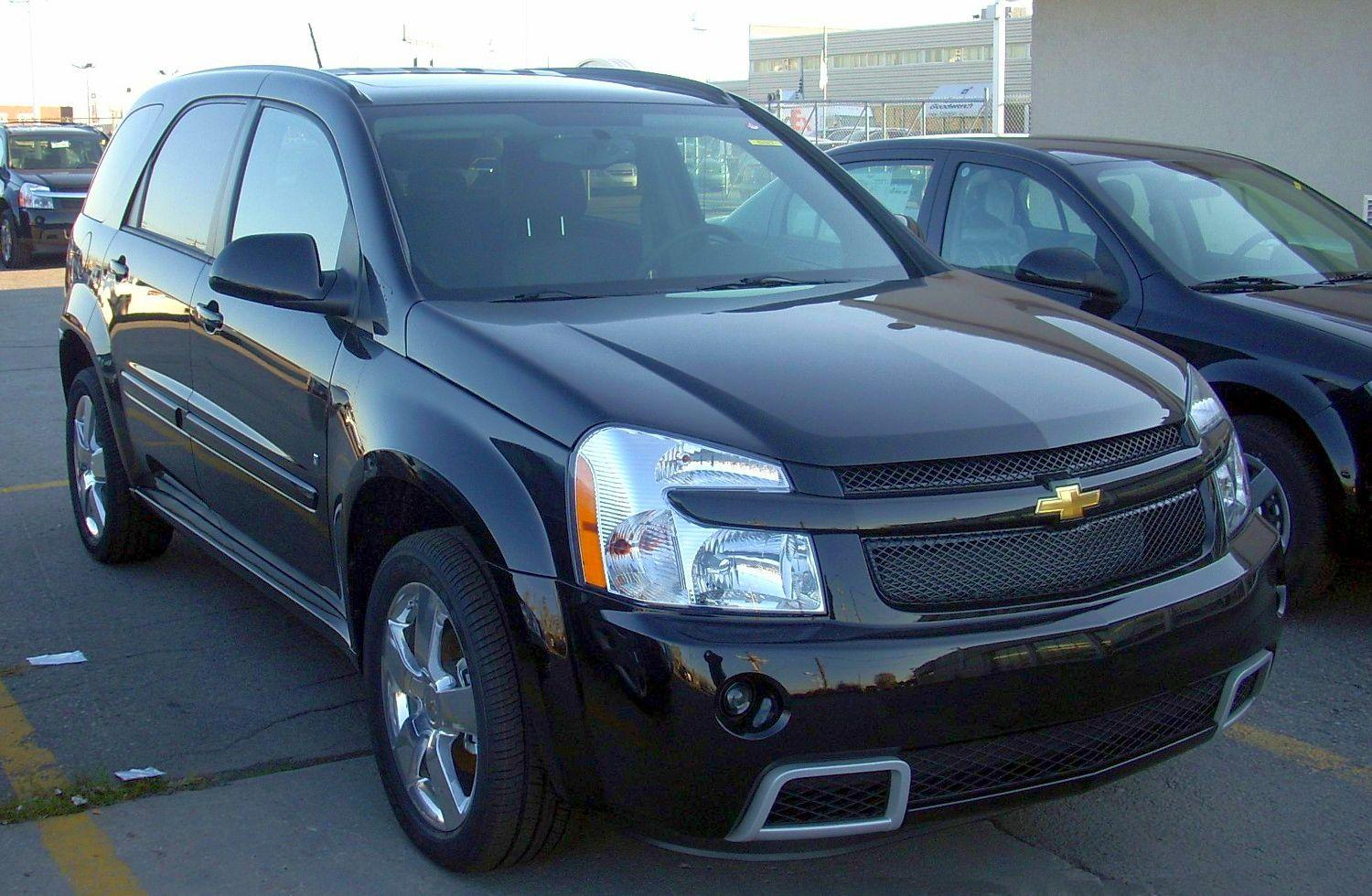
2008 Chevrolet Equinox Sport

В 2008 году Chevrolet добавило спортивную модель в линейку кроссоверов Equinox. Шестицилиндровый двигатель с двумя распредвалами в головке цилиндров объёмом 3,6 литра позволял разгоняться до 100 км/час за 7 секунд и достигать мощности в 264 лошадиные силы. Equinox Sport имеет 18-дюймовые колёсные диски и шестиступенчатую автоматическую трансмиссию.

### Equinox LTZ

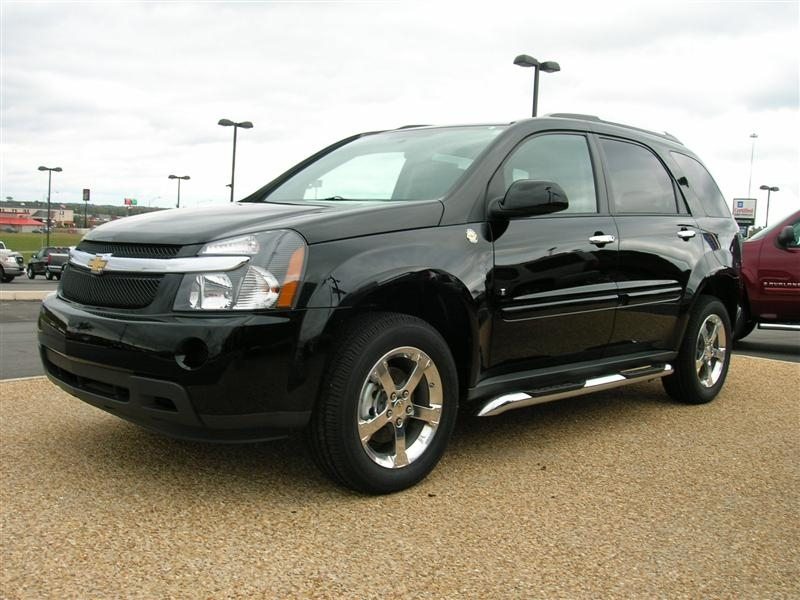
Chevrolet Equinox LTZ

Модель Equinox LTZ отличается 17-дюймовыми хромированными алюминиевыми колёсными дисками, хромированными дверными ручками и декоративными элементами кузова. Стандартными опциями были подогрев передних сидений, кожаные элементы отделки салона, AM/FM стереосистема с семью колонками Pioneer и CD-проигрыватель на шесть дисков, с возможностью воспроизведения MP3, а также боковые подушки безопасности.

## Второе поколение
21 декабря 2010 года компания Chevrolet анонсировала «второе поколение» линейки Equinox, а первые образцы представила на североамериканском автосалоне в Детройте.
Chevrolet Equinox в базовой комплектации имеет четырёхцилиндровый бензиновый двигатель 2.4 Ecotec, развивающий 185 сил.
В 2013 году автомобиль претерпел рестайлинг. Добавлена функция «Siri Eyes Free», которая поддерживает связь с iPhone посредством голосового помощника Siri.

### Двигатели
| Годы      | Двигатели                             | Мощность            | Крутящий момент |
| --------- | ------------------------------------- | ------------------- | --------------- |
| 2010-2011 | 2,4 литра Ecotec LAF I4               | 182 л. с. (136 кВт) | 233 Н·м         |
| 2012-     | 2,4 литра Ecotec LEA I4               | 182 л. с. (136 кВт) | 233 Н·м         |
| 2010-2012 | 3,0 литра High Feature LF1 или LFW V6 | 264 л. с. (197 кВт) | 301 Н·м         |
| 2013-     | 3,6 литра High Feature LFX V6         | 301 л. с. (224 кВт) | 369 Н·м         |

## Третье поколение
Третье поколение кроссовера Chevrolet Equinox выпускается с 2017 года. Автомобили продаются в США, Канаде, Мексике, некоторых странах Южной Америки, Китае, государствах Ближнего Востока. На российском рынке этот кроссовер официально не представлен.
Chevrolet Equinox оснащается 4-цилиндровыми бензиновыми турбомоторами: двигатель объёмом 1,5 литра развивает 173 л. с., а 2-литровый агрегат — 256 л. с.

## Четвертое поколение
Chevrolet представила Equinox четвертого поколения 23 января 2024 года в качестве 2025 модельного года . Модель использует новую электрическую архитектуру и обновленную платформу, созданную на основе существующей платформы D2XX . Она также переносит 1,5-литровый турбированный четырехцилиндровый бензиновый двигатель, используемый в уходящем Equinox. Уровни отделки салона сокращены с четырех до трех: LT, RS и Activ, причем каждая отделка имеет свою уникальную переднюю панель.
Четвертое поколение Equinox будет выпускаться на заводе в Сан-Луис-Потоси в Мексике, а продажи начнутся в середине 2024 года. Он будет продаваться вместе с электромобилем Equinox EV.
Equinox имеет схожий внешний стиль с Traverse , с передней панелью Bow Tie и задней стойкой в стиле акульего плавника. Он оснащен полностью светодиодным освещением и впервые доступен с 20-дюймовыми легкосплавными дисками.
Модель ACTIV оснащена 17-дюймовыми легкосплавными дисками с машинной отделкой и вездеходными шинами, доступной белой крышей для двухцветного внешнего цвета, черными значками, уникальной передней панелью с вертикальными вставками решетки радиатора и серыми металлическими акцентами, темой интерьера Maple Sugar и Black и логотипом ACTIV, вышитым на подголовниках передних сидений.
В салоне имеется 11-дюймовая настраиваемая приборная панель «Driver Information Center» и 11,3-дюймовая информационно-развлекательная система с сенсорным экраном (экран на 30% больше по сравнению с предыдущей моделью), которая оснащена встроенными подключенными сервисами Google; он имеет схожую компоновку экрана с Trax .  Селектор передач для автоматической коробки передач теперь расположен на рулевой колонке, что позволяет разместить переключатель режимов движения на центральной консоли, а также исключить физические элементы управления фарами, чтобы сократить использование микрочипа.
1,5-литровый турбированный рядный четырехцилиндровый бензиновый двигатель перешел от своего предшественника с возможностью установки переднего и полного привода. Chevrolet отказался от 6-ступенчатой автоматической коробки передач; вместо этого модели FWD используют бесступенчатую трансмиссию (CVT), а модели AWD используют восьмиступенчатую автоматическую коробку передач. Впервые Equinox имеет выбор режима вождения в комплектациях RS и ACTIV.
Он также дебютировал в марте 2024 года в Китае, где он продается как Equinox Plus, чтобы отличить его от предыдущего поколения. Он доступен как подключаемый гибридный автомобиль, работающий на аналогичном 1,5-литровом турбированном бензиновом двигателе.